# 小美洲鸵
小美洲鴕（Rhea pennata），又名達爾文鶆䴈，是美洲鴕鳥屬两个现存物種中较小的一个。

## 特徵
小美洲鴕高90-100厘米，重15-25公斤。牠們的翼較其他鴕鳥大，故奔跑得很好。牠們最高速可達每小時60公里，可以脫離掠食者的追捕。牠們的爪很鋒利，是很有效的武器。牠們的羽毛有褐色及白色的斑點，上肢也有羽毛。

## 科學分類
小美洲鴕的種小名意指「有翼」，是由達爾文同期的競爭對手阿爾西德·道比尼（Alcide d'Orbigny）所起的。牠們以往是被分類在Pterocnemia屬內。於2008年，美國鳥類學者協會將美洲鴕鳥屬及Pterocnemia合併。
小美洲鴕共有三個亞種：
- R. p. garleppi：分佈在秘魯東南部、玻利維亞西南部及阿根廷西北部。[5]
- R. p. tarapacensis：分佈在智利北部，由塔拉帕卡大區至阿塔卡馬沙漠。[5]有指牠們應屬於獨立的物種，但卻不怎麼受到廣泛支持。[6]
- R. p. pennata：分佈在阿根廷及智利的平原。[1][5]

## 行為
雄鳥在孵蛋時會特別帶有攻擊性，所以雌鳥會在巢邊產後來的蛋，而非在巢內。大部份的蛋都是由雄鳥搬入巢內，但有些也會留在巢外變壞，吸引蒼蠅。雄鳥與出生的雛鳥會吃這些蒼蠅。孵化期約為30-44天，每胎約產5-55顆蛋。蛋約有87-126毫米大，呈黃綠色。在繁殖期以外，小美洲鴕較為社交性的，會以5-30隻鳥聚居。

## 分佈及棲息地
小美洲鴕棲息在巴塔哥尼亞及安地斯山脈平原的遼闊叢林，橫跨阿根廷、玻利維亞、智利及秘魯。所有小美洲鴕的亞種都喜歡棲息在草原、叢林及沼澤。指名亞種的R. p. garleppi分佈在低於海拔1500米以下，而其他的亞種則分佈在介乎海拔3000-4500米的地方，南至海拔1500米的地方。

## 發現歷史

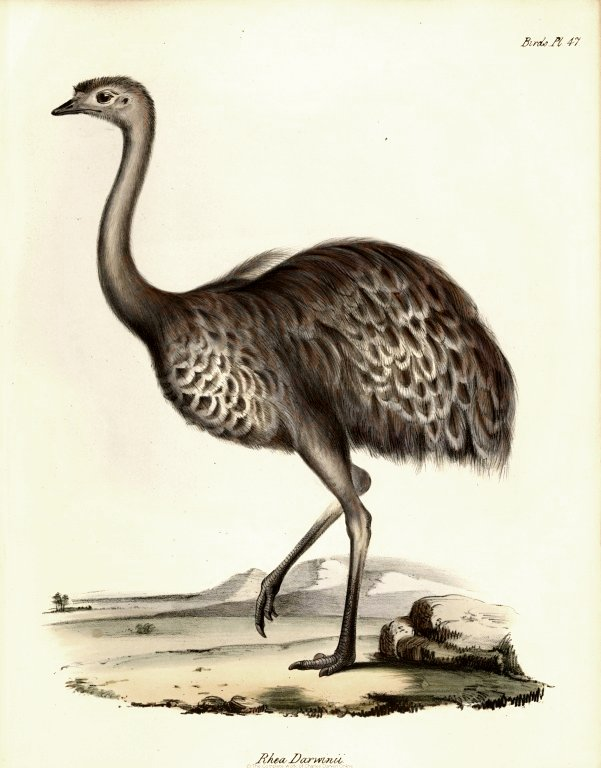
小美洲鴕最初的手繪圖畫。

在小獵犬號第二次旅程中，達爾文（Charles Darwin）於1833年在巴塔哥尼亞北部的里奧內格羅地區發現一種細小及稀有的美洲鴕鳥屬。牠們繼續尋找卻不果，後來小獵犬號向南航行，於12月23日抵達阿塞維多港。羿日，達爾文射殺了一隻原駝作為聖誕大餐。於1月1日，畫家馬騰斯（Conrad Martens）射殺了一隻美洲鴕鳥屬。他們烹煮享用之時，達爾文發現這隻其實是較為細小的美洲鴕鳥屬，而非幼雛的美洲鴕鳥，最後只能保留其頭部、頸部、腳、一隻翼及大部份羽毛。達爾文將這些部份送往劍橋的約翰·史蒂文斯·亨斯洛（John Stevens Henslow）。於1月26日，達爾文等人進入麥哲倫海峽，當地人告訴達爾文小美洲鴕是當地的特有種。他們於是前往聖塔魯斯河（Santa Cruz River），並發現了幾隻小美洲鴕。達爾文最初認為大美洲鴕及小美洲鴕是同一種鳥的不同形態，但在旅程的後期則確定牠們是不同的物種。

## 保育
小美洲鴕因獵殺、捕蛋及棲息地分散而變得近危。農業令牠們失去大部份棲息地。牠們的分佈地只有1百萬平方公里。